# Margaret Cavendish

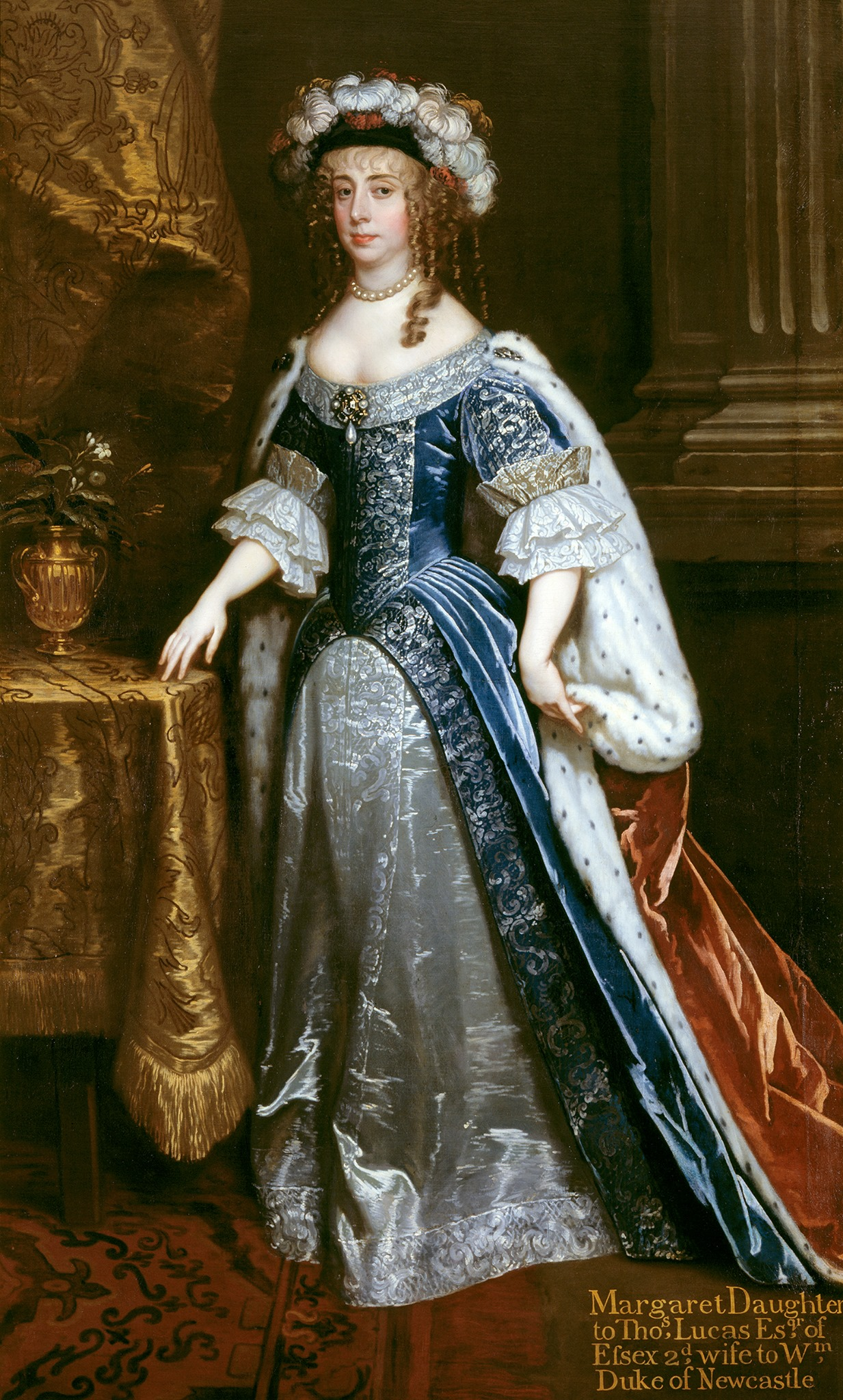
Margaret Cavendish, 1665

Margaret Cavendish z domu Lucas księżna Newcastle (ur. w 1623, zm. 15 grudnia 1673) – brytyjska pisarka i filozofka.

## Życiorys
Urodzona w rodzinie arystokratycznej, została damą dworu angielskiej królowej Henrietty Marii Burbońskiej i towarzyszyła jej na wygnaniu we Francji. W 1645 wyszła za mąż za późniejszego księcia Newcastle, markiza Williama Cavendisha.
Pisała poezje, traktaty filozoficzne, eseje i dramaty, publikując je pod własnym nazwiskiem (w czasach, gdy większość kobiet publikowała anonimowo). Jako filozofka odrzuciła koncepcje Arystotelesa i filozofii mechanistycznej. Popierała poglądy członków Royal Society z Londynu i filozofów takich jak: Thomas Hobbes, René Descartes i Robert Boyle.

## Dzieła
- Poems and Fancies (1653)
- Philosophical Fancies (1653)
- World's Olio (1655)
- Nature's Pictures drawn by Fancies Pencil to the Life (1656)
- A True Relation of my Birth, Breeding, and Life (1656)
- Orations (1662)
- Plays (1662)
- Sociable Letters (1662)
- Philosophical Letters (1662)
- Observations upon Experimental Philosophy (1666)
- Life, (biografia Williama Cavendisha) (1667)
- Plays Never Before Published (1668)
- The Convent of Pleasure (1668)
- The Blazing World (1666)